# Cerodontha elbergi
Cerodontha elbergi är en tvåvingeart som beskrevs av Nowakowski 1972. Cerodontha elbergi ingår i släktet Cerodontha och familjen minerarflugor. Inga underarter finns listade i Catalogue of Life.